# محرك بحث الفيديو
محرك بحث الفيديو هو محرك بحث على شبكة الإنترنت الذي يبحث في الشبكة العالمية عن محتوى الفيديو. بعض محركات البحث عن الفيديو تفصل المحتوى المستضاف خارجيا بينما يسمح البعض الآخر بتحميل ملفات الفيديو واستضافتها على الجهاز الخادم الخاص بهم. بعض المحركات أيضا تتيح المجال أمام المستخدمين للبحث عن الفيديو من خلال نوعه (امتداده) أو طول مقطعه. عادة ما تكون نتائج البحث مصحوبة بعرض الصورة المصغرة للفيديو.

## محركات بحث الفيديو الأكثر شعبية

### بحث محايد
البحث الذي لا يتأثر باستضافة الفيديو، حيث تعرض النتائج مهما كان المكان الذي يقع الفيديو و هناك العديد من المواقع التي تعرض روابط لمحركات بالترتيب حسب الأفضلية و القائمة تتغير كل سنة لذا قد تكون بعض المواقع في الأسفل لم تعد لها أهمية كبرى لذا يتم ذكرا على سبيل المثال لا على سبيل الفعالية:
- التافيستا: كان واحدا من أوائل محركات البحث عن الفيديو يتميز بسهولة الاستخدام.يوجد رابط مباشر اسمه «الفيديو» قبالة الصفحة الرئيسية أعلى النص الرئيسي توقف المحرك منذ 2 فبراير 2009.
- ياندكس: ظهر محرك البحث الروسيّ في 23 سبتمبر 1997. يمكن من البحث عن الفيدواهات عن طريق صورة مقتطعة من الفيدي. ويمتلك محرك البحث يانديكس حوالي 60% من نسبة البحث على المحرّكات في روسيا.[3]
- بلينكس: أطلق في عام 2004 ويستخدم التعرف على الكلام والتحليل البصري لمعالجة الفيديو العنكبوتي بدلا من الاعتماد على البيانات الوصفية وحدها. يزعم بلينكس امتلاك أكبر أرشيف من شريط فيديو على شبكة الإنترنت، ويصل مجموعها إلى 26،000،000 ساعة من المحتوى.
- كاست تي في: هو محرك بحث فيديو على الويب، تأسس في عام 2006 وتموله درابر فيشر جيرفيتسون، رون كونواي، ومارك آندرسن.
- كليبتا هو محرك بحث فيديو عميق يقوم بفهرسة الملايين من أشرطة الفيديو عبر الإنترنت. تأسس وبدأ في عام 2008.
- دابل: هو محرك بحث فيديو بالجهد البشري وهو يفهرس 29 مليون شريط فيديو عبر مئات المواقع. بدأ العمل في تموز / يوليو 2006. [ميزة البحث عن الفيديو غير متاحة مؤقتا على Dabble.com]
- إفري زينج: (بودزينجر سابقا حتى أيار / مايو، 2007) أنفق 50 مليون دولار لعمل بحث عن الفيديو باستخدام النص.إيفري زينج يأخذ المستخدم داخل المحتوى الفعلي باستخدام التعرف على الكلام. وهذا يتيح لمستهلكي الفيديو عبر الإنترنت إلى القفز مباشرة إلى نقطة في شريط الفيديو الذي كانت تبحث عنه.
- موناكس: أصدر النسخة الأولى من محرك البحث عن المحتوى ككل عام 2005 ويبرز سواء على المستوى المحلي والعالمي مع محركات البحث عن الفيديو.
- بيك سيرش: قد تم ترخيصه لبحث البوابات منذ عام 2006. بيك سيرش يوفر تقنية البحث بالصور والفيديو والصوت لأكثر من 100 من محركات البحث الرئيسية في جميع أنحاء العالم.
- تروفيو: هو محرك بحث فيديو واسع النطاق على الشبكة. تأسس في عام 2004 وأطلق في أيلول / سبتمبر 2005. تروفيو يدعي فهرسة أكثر من 100 مليون شريط فيديو من آلاف المصادر عبر الشبكة العالمية.
- يوفيستو: وهو محرك بحث فيديو أكاديمي لتسجيل المحاضرات والمؤتمرات العلمية وهو يقوم على أساس معالجة الكلام، التعرف الضوئي على الحروف، وشرح للمستخدم.
- موف أون: هو محرك بحث فيديو فرنسي جديد يفهرس الملايين من أشرطة الفيديو من يوتيوب، ديلي موشن، ميجافيديو، ماي سبيس، وغيرهم من مقدمي الخدمات...

### بحث غير محايد (تفضيلي)
يتم تعديل نتائج البحث، وذلك بسبب تفضيل ملفات الفيديو التي يستضيفها الموقع على غيرها في نتائج البحث :
- أمريكا أون لاين فيديو يقدم محرك بحث فيديو يمكن استخدامه للعثور على الفيديو الموجود على المواقع ذات الشعبية عبر الويب. في ديسمبر 2005، أمريكا أون لاين ضمت إليهاتروفيو لبحث الفيديو.
- جوجل فيديو محرك بحث الفيديو ذو الشعبية العالية الذي يسمح للزوار بتحميل أشرطة الفيديو. فهو يبحث الفيديو الذي يستضيفه الموقه نفسه، وموقع يوتيوب فيديو والعديد من المواقع الأخرى المستضيفة للفيديو.[4]
- ياهو! فيديو البحث هو محرك بحث يفحص ملفات الفيديو على شبكة الإنترنت باستخدام وسائل الإعلام آر إس إس القياسية. يوجد رابط مباشر اسمه «الفيديو» قبالة الصفحة الرئيسية أعلى النص الرئيسي.

### البحث عن الفيديو بواسطة ترجمته
- فَلموت: يُمكن البحث عن الفيديو، عن طريق الترجمة الفرعية المعروفة بـ (السبتايتل-Subtitle) الذي يعرضه الفيديو، سواء بادخال نص الترجمة اليدوية او الترجمة الآلية التي تعتمد على تقنية (التعرف النصي على الصوت) والتي يقوم بعرضها اليوتيوب. تتم خطوات عملية البحث بالذهاب لوصف الفيديو والضغط على خيار "إظهار النص" الموجود في اللأسفل، ثم بعدها يُمكن القيام بنسخ أي سطر ترجمة معروض من أجل ادخاله في خانه بحث موقع (filmot) ليقوم بالبحث عن الفيديو. لكن الترجمة التلقائية لليوتيوب تدعم اللغة الإنجليزية وعلى آمل دعم باقي اللغات مستقبلاً.[5] تجدر الإشارة إن هذه الطريقة تدعم ترجمات السوفت سب (Softsub) لا الهارد سب (Hardsub)، فهذه الآخيرة عبارة عن ترجمة مطبوعة ولا يُمكن استخراجها او انتزاعها من الفيديو، وانما تتم بتقنية التعرف الضوئي على الصور (OCR) ولا يوجد من يوفر خدمة البحث عن الفيدواهات عبر هذا النوع من الترجمة حاليًا.